# Ich bin! Margot Friedländer
Ich bin! Margot Friedländer ist ein deutscher Fernsehfilm von Raymond Ley aus dem Jahr 2023. Das Dokudrama, mit Julia Anna Grob und Ilona Schulz in der Rolle der jungen bzw. alten Margot, widmet sich der Lebensgeschichte der 103-jährigen Holocaust-Überlebenden Margot Friedländer. Ihre persönlichen Schilderungen bilden den Leitfaden des Films. Er wurde am 7. November 2023 im ZDF erstmals im Fernsehen ausgestrahlt. Der Film erhielt zahlreiche bedeutende Preise, unter anderem zweimal den Deutschen Fernsehpreis in der Kategorie Bester Fernsehfilm / Mehrteiler sowie in der Kategorie Beste Montage Fiktion für Filmeditor Martin Menzel.

## Handlung
1921 in Berlin geboren, arbeitet Margot Bendheim nach Beendigung der Schulzeit als Lehrmädchen in einer Schneiderei, spielt Theater beim Jüdischen Kulturbund und näht Kostüme für die Bühne. Die Bemühungen ihrer Familie, der Verfolgung im NS-Regime durch Migration ins Ausland zu entgehen, schlagen fehl. Nach der Trennung ihrer Eltern 1937, lebt Margot mit ihrer Mutter und ihrem jüngeren Bruder Ralph zusammen. Ab 1941 muss Margot Zwangsarbeit leisten und ihre geliebte Arbeit beim Jüdischen Kulturbund aufgeben. Im Januar 1943 plant Margots Mutter die Flucht mit ihren Kindern zu Verwandten nach Oberschlesien. Doch kurz davor wird Ralph von der Gestapo verhaftet. Die Mutter entschließt sich, ihrem Sohn freiwillig zu folgen – in das Vernichtungslager nach Auschwitz. Margot bleibt allein zurück. Die Mutter hinterlässt ihr neben einer Bernsteinkette, einem Adressbuch und der Handtasche die wichtige Botschaft: „Versuche, dein Leben zu machen …“
Die damals 21-jährige Margot Bendheim taucht unter, versteckt sich, färbt sich die Haare, lässt sogar ihre Nase operieren, um unerkannt zu bleiben. Ständig muss sie ihre Unterkunft wechseln, ist auf das Wohl und die Gnade ihrer Helfer angewiesen, die ihre verzweifelte Situation mitunter ausnutzen und „Gegenleistungen“ fordern, auch sexuelle. Margot hat wenig Chancen, sich dagegen zu wehren. Bombenangriffe, die in Berlin ab 1943 immer häufiger werden, sind für Margot und andere sogenannte „U-Boote“ noch gefährlicher als für den Rest der Berliner Bevölkerung. Sie können keine Luftschutzbunker oder -keller aufsuchen und nur hoffen, nicht unter Trümmern begraben oder Opfer der Flammen zu werden. Im Frühjahr 1944 wird Margot von sogenannten jüdischen „Greifern“ verhaftet. Die Gestapo zwang Juden, für sie als Fahnder zu arbeiten, um jüdische „Illegale“ aufzuspüren. Trotz ihrer Kollaboration konnten viele „Greifer“ in den meisten Fällen nicht verhindern, dass ihre Angehörigen deportiert und ermordet wurden.
Margot Bendheim wird nach ihrer Verhaftung in das Konzentrationslager Theresienstadt deportiert. Als die Nationalsozialisten kurz vor Kriegsende Auschwitz räumen und die Todeszüge auch Theresienstadt erreichen, begreift sie, dass sie ihre Mutter und ihren Bruder Ralph nie wiedersehen wird. Beide wurden, wie mehr als eine Million andere Verfolgte des Unrechtsregimes, im Todeslager ermordet.
Margot überlebt. Nach der Befreiung heiratet sie Adolf Friedländer, einen Bekannten aus Berliner Theatertagen, den sie in Theresienstadt wiedergetroffen hat. Das Ehepaar emigriert in die USA, baut sich dort ein neues Leben auf. Erst nach dem Tod ihres Mannes besucht Margot 2003 auf Einladung des Berliner Senats ihre alte Heimatstadt. Seit 2010 lebt sie wieder in Berlin, besucht regelmäßig Schulen, um jungen Menschen über ihr Leben zu berichten.

## Hintergrund
Das Dokudrama schildert die bewegende Lebensgeschichte der 1921 geborenen Holocaust-Überlebenden Margot Friedländer und erzählt in Form eines Dokudramas. Das Autorenteam Hannah und Raymond Ley hat sie in vielen Stunden zu ihrem Überlebenskampf befragt und Aussagen gesammelt. Diese sind als kurze dokumentarische Ausschnitte im Film in Inszenierungen von entscheidenden Momenten ihrer ungewöhnlichen Lebensgeschichte oder in zeitgenössisches Film- und Fotomaterial eingebettet oder überblendet. Das Drehbuch orientiert sich dabei an Margot Friedländers Autobiografie Versuche, dein Leben zu machen.
Ihre jungen Jahre werden verkörpert von Julia Anna Grob, die in ihrer ersten großen Rolle in Erscheinung tritt; und ihre älteren Jahre von Ilona Schulz. Als ihr Ehemann ist Peter Lewys Preston zu sehen. Die Kamera führt Martin L. Ludwig und die Regie Raymond Ley. Mit Gastauftritten an der Produktion beteiligt sind Iris Berben, Charly Hübner, Herbert Knaup und Axel Prahl. Das ZDF zeigte das 90-minütige Dokudrama zum 85. Jahrestag der Novemberpogrome im Jahr 1938.

### Kritik
Tilmann P. Gangloff analysierte den Film für tittelbach.tv und wertete: „Bei allem Respekt für die einfallsreichen und auch handwerklich sehr gelungenen Verknüpfungen der verschiedenen Zeitebenen, für die große Kinomusik und für die Bildgestaltung: Es ist nicht zuletzt die Mitwirkung der mittlerweile über hundert Jahre alten, geistig aber immer noch eindrucksvoll vitalen Holocaust-Überlebenden Margot Friedländer, die diesen Film zu einem herausragenden Werk macht. Das Doku-Drama ‚Ich bin! Margot Friedländer‘ (ZDF / UFA) der Grimme-Preisträger Raymond und Hannah Ley erzählt von Margots 15 Monaten im Berliner Untergrund, bis sie 1944 doch noch nach Theresienstadt deportiert wurde. Die junge Frau, die mit Anfang zwanzig sehr plötzlich lernen muss, auf eigenen Beinen zu stehen, wird überaus eindrucksvoll von Julia Anna Grob verkörpert. In zum Teil winzigen Nebenrollen wirken Axel Prahl, Iris Berben und Herbert Knaup mit.“
Arno Frank schrieb für Der Spiegel: „In einer Szene steht die alte Dame vor ihrer alten Wohnung in der Skalitzer Straße 32 und erinnert sich: ‚Da habe ich diesen Mann gesehen, der ist vor mir gegangen. Der kam mir so komisch vor, und dann habe ich mir gesagt: Wenn der ins Haus geht, sei vorsichtig!‘, und plötzlich, man merkt kaum den Schnitt, geht da die junge Margot Friedländer (Julia Anna Grob), und der ‚komische‘ Mann entpuppt sich tatsächlich als einer jener ‚Greifer‘, die ihren Bruder und damit auch ihre Mutter verhaften und ins Verderben schicken werden. Hannah und Raymond Ley ist hier eine Szene gelungen, wie sie in einer Meisterklasse ‚Dokudrama‘ gelehrt werden könnte. Wie überhaupt ‚Ich bin! Margot Friedländer‘ geschickt aus Gesprächen, Spielszenen, theatralen Traumsequenzen und geisterhaften Überblendungen realer Orte mit der Vergangenheit komponiert ist. Nichts bereitet aber den Zuschauer auf die fünfte Wand vor. Sie öffnet sich ganz ohne Absicht oder Zutun der Macher, wenn man die zerbrechliche alte Frau in einer Dämmerung sieht, in der es jetzt nicht mehr sicher ist, wieder Wohnungen von Juden mit dem Davidstern markiert werden, Israelis nicht mehr Hebräisch sprechen, ein Kindergarten von ‚Anne Frank‘ in ‚Weltentdecker‘ umbenannt werden soll oder jüdische Kulturveranstaltungen behördlicherseits ‚sicherheitshalber‘ abgesagt werden.“
Die Redaktion des Lexikon des internationalen Films vergab dreieinhalb von fünf Sternen und urteilte: „Sorgsam inszeniert und treffend besetzt, sind es die Gespräche mit der Porträtierten selbst, die am meisten überzeugen und eindrucksvoll ihren Kampf gegen Vergessen und Verdrängung unterstreichen.“

### Einschaltquoten
Die Erstausstrahlung des Doku-Dramas Ich bin! Margot Friedländer brachte dem ZDF 1,71 Millionen Zuschauer, die Marktanteile beliefen sich auf 6,7 Prozent bei allen sowie 3,0 Prozent bei den 14- bis 49-Jährigen.

## Auszeichnungen und Nominierungen
- 2024: Robert-Geisendörfer-Preis für Ich bin! Margot Friedländer zusammen mit Hannah Ley[7]
- 2024: Deutscher Fernsehpreis für Bester Fernsehfilm / Mehrteiler für Ich bin! Margot Friedländer[8]
- 2024: Deutscher Fernsehpreis für Beste Montage Fiktion für Martin Menzel für Ich bin! Margot Friedländer[2]
- 2024: Blauer Panther in der Kategorie Kultur/Bildung für Ich bin! Margot Friedländer zusammen mit Hannah Ley[9]
- 2024: 3satPublikumspreis 2024 für Ich bin! Margot Friedländer[10]